# Rudolf von Roman
Rudolf Ernst Philipp August Joachim von Roman (Bayreuth, 19 novembre 1893 – Schernau, 18 febbraio 1970) è stato un generale tedesco della Wehrmacht durante la seconda guerra mondiale.

## Biografia
Von Romano apparteneva ad una famiglia dell'aristocrazia tedesca di rango baronale ed entrò a far parte dell'esercito imperiale tedesco il 1º agosto 1912 come cadetto. Con lo scoppio della prima guerra mondiale, divenne tenente nel 6º reggimento di artiglieria da campo e dal 1º agosto 1914 fu schierato sul fronte occidentale. A guerra terminata, von Roman si unì ad un Freikorp del Reichswehr.
Costituita la Wehrmacht, il 1º marzo 1939 venne promosso tenente colonnello e venne trasferito all'alto comando dell'esercito dal 1º gennaio 1937 dove, con una breve interruzione dal 1° al 23 settembre 1939, guidò il 10º reggimento di artiglieria nella campagna di Polonia.
Il 1º novembre 1939, von Roman divenne comandante del 17º reggimento d'artiglieria nella 17ª divisione di fanteria col quale prese parte alla campagna militare sul fronte occidentale con l'invasione della Francia. Venne poi trasferito al fronte orientale per combattere contro l'Unione Sovietica, assumendo la guida della 35ª divisione di fanteria dal 1º dicembre 1941 dopo essere stato promosso al grado di maggiore generale il 1º settembre 1941. Il 10 settembre 1942, fu incaricato di guidare il XX corpo d'armata ed il 1º ottobre 1942 venne promosso a tenente generale e poi il 1º novembre 1942 al grado di generale di artiglieria. In questa posizione, Roman ricevette il 28 ottobre 1943 le foglie di quercia per la croce di cavaliere della Croce di ferro. Rimase in capo al suo corpo d'armata sino al 1º aprile 1945, con le quali si scontrò nella Prussia orientale presso Heiligenbeil subendo pesanti perdite, venendo costretto a spostare il comando generale a Świnoujście, luogo ove Roman rinunciò al comando ponendosi in riserva dove rimase sino alla fine della guerra.